# 吴代赦
吴代赦（1972年5月—），男，汉族，安徽岳西人，中华人民共和国政治人物。现任萍乡学院副院长，教授，博士生导师，九三学社江西省委副主委。第十四届全国政协委员。